# Leo Obstbaum
Leo Obstbaum (Buenos Aires, 26 de octubre de 1969 – 21 de agosto de 2009) fue un diseñador español de origen argentino, designado para hacer el diseño de los Juegos Olímpicos de Vancouver 2010, como parte del Comité Organizador (VANOC).

## Biografía
Obstbaum nació en Buenos Aires (Argentina) pero se trasladó a Barcelona (España) con su familia cuando era un niño. Abrió su primer estudio de comunicación visual en 1990,  diseñando el vestuario para la celebración del aniversario de los Juegos Olímpicos de Barcelona 1992.
Obstbaum visitó Vancouver (Canadá), en su luna de miel y confesó sentirse enamorado con la ciudad. Más tarde se mudaría a Vancouver desde España a finales del año 2005. Fue contratado por el Comité Organizador de Vancouver (VANOC) en junio de 2006 como director del diseño de los Juegos de Invierno de 2010. Obstbaum fue el responsable de los principales emblemas de estos Juegos, como el diseño de las medallas, la antorcha y las mascotas tanto de los Juegos Olímpicos como Paralímpicos.
Leo Obstbaum murió de manera inesperada el 21 de agosto de 2009 a los 39 años.